# قلعه یزید ۱
قلعه یزید ۱ مربوط به دوره اشکانیان تا دوره سلجوقیان است و در شهرستان دره‌شهر، بخش مرکزی، دهستان ارمو، ۵۰۰ متری شمال غرب کله جوب سفلی واقع شده و این اثر در تاریخ ۲۶ دی ۱۳۸۶ با شمارهٔ ثبت ۲۰۶۲۸ به‌عنوان یکی از آثار ملی ایران به ثبت رسیده است.